# James Campbell (lekkoatleta)
James Campbell (ur. 1 kwietnia 1988) – brytyjski lekkoatleta specjalizujący się w rzucie oszczepem.
W swoim pierwszym starcie w imprezie mistrzowskiej – w 2005 podczas mistrzostw świata juniorów młodszych – nie awansował do finału. W dwóch kolejnych sezonach zajmował ósme lokaty najpierw na mistrzostwach świata juniorów, a później w juniorskim czempionacie Starego Kontynentu. Nie przebrnął eliminacji młodzieżowych mistrzostw Europy w Kownie (2009). Reprezentant kraju w zimowym pucharze Europy w rzutach oraz medalista mistrzostw Wielkiej Brytanii w różnych kategoriach wiekowych (podczas czempionatu w 2010 zdobył pierwszy w karierze złoty medal seniorskich mistrzostw kraju). Zdobywca medali mistrzostw Szkocji.
Rekord życiowy: 80,38 (18 lipca 2010, Dunfermline). 

## Osiągnięcia
| Rok  | Impreza                                 | Miejsce    | Lokata            | Wynik |
| ---- | --------------------------------------- | ---------- | ----------------- | ----- |
| 2005 | Mistrzostwa świata juniorów młodszych   | Marrakesz  | el. – 11. miejsce | 63,54 |
| 2006 | Mistrzostwa świata juniorów             | Pekin      | 8. miejsce        | 71,07 |
| 2007 | Mistrzostwa Europy juniorów             | Hengelo    | 8. miejsce        | 69,80 |
| 2008 | Zimowy puchar Europy w rzutach          | Split      | 8. miejsce        | 65,21 |
| 2009 | Zimowy puchar Europy w rzutach          | Teneryfa   | 7. miejsce        | 69,99 |
| 2009 | Młodzieżowe mistrzostwa Europy          | Kowno      | el. – 13. miejsce | 72,57 |
| 2010 | Igrzyska Wspólnoty Narodów              | Nowe Delhi | 6. miejsce        | 72,04 |
| 2011 | Superliga drużynowych mistrzostw Europy | Sztokholm  | 8. miejsce        | 68,03 |
| 2014 | Igrzyska Wspólnoty Narodów              | Glasgow    | el. – 13. miejsce | 70,78 |